# Bailey Chase
Bailey Chase Luetgert (Chicago, 1 de mayo de 1972) es un actor estadounidense, conocido por sus papeles en las series Salvando a Grace y Longmire.
Su primer gran personaje fue el recurrente Graham Miller en las temporadas cuatro y cinco de Buffy the Vampire Slayer (1999–2000). Otros trabajos en los que tuvo papeles secundarios fueron: As the World Turns (2003–2005), Las Vegas (2005), Watch Over Me (2006–2007), Ugly Betty (2007), y Damages (2011).
En marzo de 2016, apareció en un pequeño papel de la gran producción cinematográfica Batman v Superman: Dawn of Justice.

## Biografía
Bailey nació en Chicago, Illinois. Creció entre Barrington (Illinois) y Naples (Florida), y fue a la escuela en Jacsonville (Florida), donde fue compañero de cuarto de Chipper Jones. Asistió a la  Universidad Duke con una beca de fútbol integral, jugando como linebacker. Se formó en 1995 con una licenciatura en Psicología. Se trasladó a Los Ángeles para continuar su carrera de actor, y ensayó en la London Academy of Music and Dramatic Art y trabajó con el teatro de improvisación The Groundlings.

## Vida personal
Bailey reside principalmente en Los Ángeles con su esposa Amy y su hija.

## Conexiones externas
- Wikimedia Commons alberga una categoría multimedia sobre Bailey Chase.

- Bailey Chase en Internet Movie Database (en inglés).
- Bailey Chase (en inglés) en el TELE Guide
- Bailey Chase Archivado el 28 de enero de 2016 en Wayback Machine. (en inglés) en el Tv.com
- Bailey Chase en Facebook
- Bailey Chase en X (antes Twitter)

- Datos: Q803804
- Multimedia: Bailey Chase / Q803804